# United States Maritime Commission

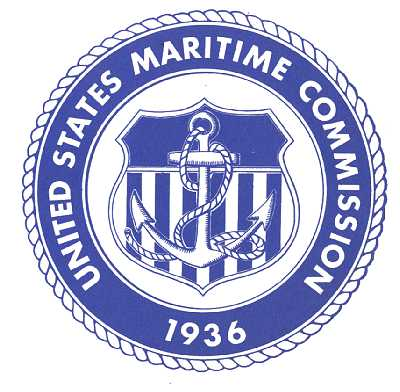
Logo van de USMC

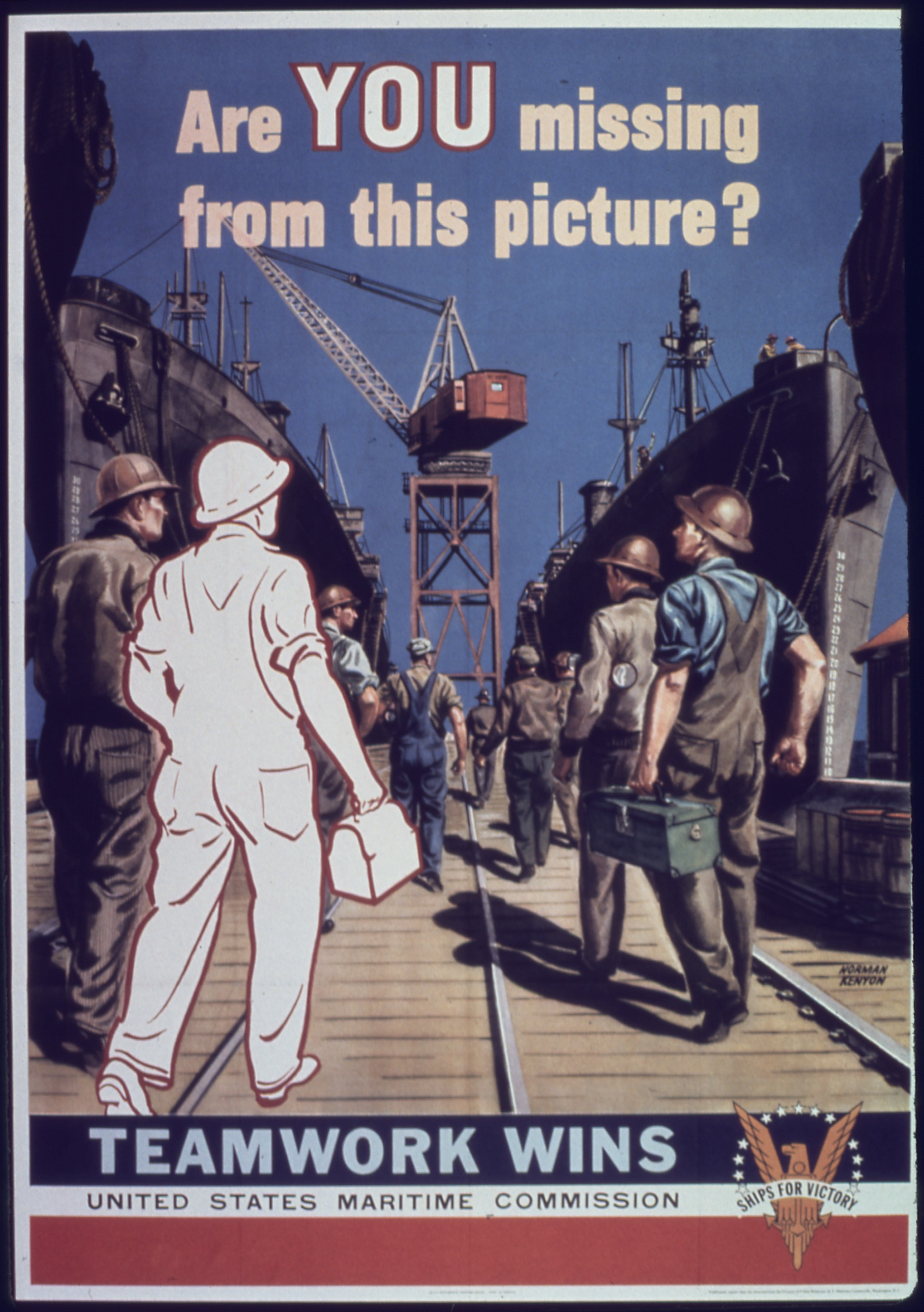
Advertentie van de USMC tijdens WOII

De United States Maritime Commission is een uitvoerend agentschap van de Amerikaanse overheid dat de United States Shipping Board verving naar aanleiding van de Merchant Marine Act, die werd aangenomen door het Amerikaanse Congres op 29 juni 1936.

## Marchant Marine Act
Deze wet had vier belangrijke doelstellingen voor de Amerikaanse koopvaardijvloot, namelijk:
- voldoende schepen beschikbaar om de binnen- en buitenlandse goederenstromen te vervoeren;
- voldoende capaciteit om aan de militaire transportbehoefte te voldoen in tijden van crisis of oorlog;
- de schepen varen onder Amerikaanse vlag dan wel zijn Amerikaans eigendom;
- de schepen zijn modern en veilig, worden gebouwd door Amerikaanse werven en zijn voorzien van voldoende bemanning.

## Tijdlijn
- 1936: De Merchant Marine Act schaft de Shipping Board af en richt de Maritime Commission op.

- 1937: Joseph Kennedy wordt door President Roosevelt aangesteld als eerste hoofd van de Maritime Commission.

- 1938: De Maritime Commission machtigt een uitbreiding om tot een grote koopvaardijvloot te komen.

- 1940: De Maritime Commission geeft goedkeuring om 60 Ocean klasse koopvaardijschepen te bouwen.

- 1942: De War Shipping Administration wordt opgericht.

- 1942: De United States Coast Guard neemt het Bureau of Marine Inspection and Navigation over.

- 1942: De United States Merchant Marine Academy wordt geopend in Kings Point, Long Island, New York.

- 1942: De Maine Merchant Marine Academy, later Maine Maritime Academy genaamd, wordt geopend in Castine, Maine.

- 1950: Functies van de Maritime Commission worden overgeheveld naar de United States Department of Commerce en MARAD, U.S. Maritime Administration.

## Rol tijdens Tweede Wereldoorlog
Bij de aanvang van de Tweede Wereldoorlog werd de Commissie aangesteld als verantwoordelijke voor het bouwprogramma van civiele schepen. De commissie plaatse de orders bij de diverse scheepswerven in de Verenigde Staten, maar nam ook de bouw van nieuwe werven ter hand omdat de bestaande bouwcapaciteit veruit onvoldoende was om aan de vraag te voldoen. De Amerikaanse marine bleef hoofdverantwoordelijke voor de marineschepen.
In de zes jaren werden droge-lading schepen en tankers gebouwd met een totale capaciteit van meer dan 50 miljoen DWT. De piek van de productie lag in 1943 toen 18 miljoen DWT werd geleverd; dit was meer dan de totale vloot die in 1939 onder Amerikaanse vlag voer.
In de onderstaande figuur een overzicht van alle schepen die besteld en geleverd zijn in opdracht van de Commissie in de periode 1939-1945. Het schip deplacement is het leeggewicht van het vaartuig, de DWT is een indicatie van de vrachtcapaciteit in tonnen en registerton is ook een capaciteitmaatstaf maar dan in volumetermen. Een gemiddeld schip van die tijd had een deplacement van 4.000 ton, een reflectie van de hoeveelheid staal dat in het schip was verwerkt, een laadvermogen (DWT) van 10.000 ton en een vrachtruim van circa 6.000 ton groot; ofwel 600.000 kubieke voet hetgeen ongeveer gelijk is aan 17.000 kubieke meter.
| Omschrijving            | Aantal | Schip deplacement (x1000 ton) | DWT (x1000 ton) | Brutoregisterton (x1000 ton) |
| ----------------------- | ------ | ----------------------------- | --------------- | ---------------------------- |
| Naar type contract:     |        |                               |                 |                              |
| MARCOM                  | 5.601  | 21.478                        | 54.102          | 38.490                       |
| Private klanten         | 111    | 539                           | 1.581           | 997                          |
| Buitenlandse orders     | 65     | 201                           | 608             | 433                          |
| Naar type schip:        |        |                               |                 |                              |
| Standaard vrachtschepen | 541    | 2.496                         | 5.349           | 3.834                        |
| Liberty                 | 2.708  | 9.412                         | 29.182          | 19.447                       |
| Victory                 | 414    | 1.851                         | 4.492           | 3.151                        |
| Tankschepen             | 705    | 3.707                         | 11.365          | 7.061                        |
| Kleinere schepen        | 727    | 1.562                         | 2.601           | 1.980                        |
| Militaire schepen       | 682    | 3.188                         | 3.303           | 4.452                        |
| Totaal                  | 5.777  | 22.218                        | 56.292          | 39.920                       |

Het Liberty schip is het meest gebouwd, maar werd in de laatste jaren van de oorlog deels verdrongen door de snellere Victory schepen. Van de standaardschepen was vooral de C-klasse dominant aanwezig. Deze C-klasse bestond uit vier verschillende schepen wat grootte betreft, C1 tot en met C4, waarvan de C1 het meest bekend is en de C4 de grootste schepen waren die door de Commissie zijn besteld. Bij de tankers was de T2-tanker het meest voorkomend; hiervan zijn meer dan 500 exemplaren gebouwd.

## Referentie
- Frederic C. Lane, Ships for Victory: A History of Shipbuilding under the U.S. Maritime Commission in World War II, 1951. Baltimore: Johns Hopkins University Press, 2001, ISBN 0-8018-6752-5

1. ↑  Lane, p.4